# Окур (Приморска Сена)
Окур (фр. Haucourt) насеље је и општина у северној Француској у региону Горња Нормандија, у департману Приморска Сена која припада префектури Дјеп.
По подацима из 2011. године у општини је живело 252 становника, а густина насељености је износила 24,75 становника/km². Општина се простире на површини од 10,18 km². Налази се на средњој надморској висини од 228 метара (максималној 246 m, а минималној 188 m).

## Демографија
| 1962. | 1968. | 1975. | 1982. | 1990. | 1999. | 2011. |
| ----- | ----- | ----- | ----- | ----- | ----- | ----- |
| 258   | 278   | 224   | 202   | 209   | 204   | 252   |

График промене броја становника у току последњих година